# Aleksja (księżniczka holenderska)
Aleksja, księżniczka Niderlandów, właśc. nid.: Alexia Juliana Marcela Laurentien (ur. 26 czerwca 2005) - córka i drugie dziecko króla holenderskiego, Wilhelma Aleksandra, oraz jego żony królowej Maksymy. 
Oficjalny tytuł Jej Królewska Wysokość Alexia Juliana Marcela Laurentien, księżniczka Niderlandów, księżniczka van Oranje-Nassau. Jest druga w kolejności do tronu Holandii. 
Została ochrzczona 19 listopada 2005 w Hadze. Według oficjalnego komunikatu jej imiona pochodzą po: Alexia - po ojcu; Juliana - po prababce (byłej królowej Holandii Julianie); Marcela - po ciotce matki i matce chrzestnej Marceli Cerruti; Laurentien - po ciotce (bratowej ojca) Laurentien.

## Odznaczenia
- Krzyż Wielki Orderu Lwa Niderlandzkiego[1]
- Kawaler Orderu Domowego Nassauskiego Lwa Złotego[1]
- Medal pamiątkowy: Inhuldigingsmedaille 2013 (2013)[1]

## Eponimia
Na jej cześć nazwano gatunek pędzlaka (grzyba z gromady workowców) Penicillium alexiae Visagie, Houbraken et Samson.